# Circonscription des Comores
 (signalé en mai 2025).
Si vous disposez d'ouvrages ou d'articles de référence ou si vous connaissez des sites web de qualité traitant du thème abordé ici, merci de compléter l'article en donnant les références utiles à sa vérifiabilité et en les liant à la section « Notes et références ».
- Archive Wikiwix
- Bing
- Cairn
- DuckDuckGo
- E. Universalis
- Gallica
- Google
- G. Books
- G. News
- G. Scholar
- Persée
- Qwant
- (zh) Baidu
- (ru) Yandex
- (wd) trouver des œuvres sur Wikidata

Jusqu'en 1978, sous la domination française, le territoire des Comores était composé d'une circonscription législative.

## Historique des députés
| Législature | # | Début de mandat | Fin de mandat  | Député                    | Parti politique | Observations                                                                                                |
| ----------- | - | --------------- | -------------- | ------------------------- | --------------- | --- |
| 1re         | 1 | 31 mai 1959     | 9 octobre 1962 | Said Ibrahim bin Said Ali | UNR             | |
| 1re         | 2 | 31 mai 1959     | 20 mars 1962   | Saïd Mohamed Cheikh       | UDSR            | Démission de Saïd Mohamed Cheikh                                                                            |
| 1re         | 2 | 4 mars 1962     | 20 mars 1962   | Ahmed Mohamed             | UNR             | Démission de Saïd Mohamed Cheikh                                                                            |
| 2e          | 1 | 6 décembre 1962 | 2 avril 1967   | Said Ibrahim bin Said Ali | UNR             | |
| 2e          | 2 | 6 décembre 1962 | 2 avril 1967   | Ahmed Mohamed             | UNR             | |
| 3e          | 1 | 3 avril 1967    | 30 mai 1968    | Said Ibrahim bin Said Ali | UNR             | |
| 3e          | 2 | 3 avril 1967    | 30 mai 1968    | Ahmed Mohamed             | UNR             | |
| 4e          | 1 | 11 juillet 1968 | 15 avril 1970  | Said Ibrahim bin Said Ali | UNR             | Démission de Said Ibrahim bin Said Ali afin d'exercer les fonctions de président du conseil du gouvernement |
| 4e          | 1 | 12 juillet 1970 | 1 avril 1973   | Mohamed Dahalani          | UNR             | Démission de Said Ibrahim bin Said Ali afin d'exercer les fonctions de président du conseil du gouvernement |
| 4e          | 2 | 11 juillet 1968 | 1 avril 1973   | Ahmed Mohamed             | UNR             | |
| 5e          | 1 | 2 avril 1973    | 2 avril 1978   | Mohamed Dahalani          | UNR             | |
| 5e          | 2 | 2 avril 1973    | 2 avril 1978   | Ahmed Mohamed             | UNR             | |

## Historique des élections

### Élections de 1959
| |                                                                                   |        |        |  |  |
| Liste d'Union Comorienne d'Action économique et Sociale                                                                              | 1.Saïd Mohamed Ben Chech Abdallah Cheikh (UDSR) 2.Said Ibrahim bin Said Ali (UNR) | 48 877 | 100,00 |  |  |
| |                                                                                   |        |        |  |  |
| Inscrits | 76 303                                                                            | 100,00 | 2      |  |  |
| Abstentions | 27 228                                                                            | 35,68  |        |  |  |
| Votants | 49 075                                                                            | 64,32  |        |  |  |
| Blancs et nuls | 198                                                                               | 0,4    |        |  |  |
| Exprimés | 48 877                                                                            | 99,6   |        |  |  |
| Source : France, Ministère de l'intérieur. Les Elections législatives . Métropole., la Documentation française, 1963 (lire en ligne) |                                                                                   |        |        |  |  |

### Élections partielles de 1962
| | Ahmed Mohamed élu               | UNR            | 52 231 | 87,26  |  |  |  |
| | Said Mohamed Djaffar El Amdjade | Sans étiquette | 7 628  | 12,74  |  |  |  |
| |                                 |                |        |        |  |  |  |
| Inscrits | Inscrits                        | Inscrits       | 81 811 | 100,00 |  |  |  |
| Abstentions | Abstentions                     | Abstentions    | 21 666 | 26,48  |  |  |  |
| Votants | Votants                         | Votants        | 60 145 | 73,52  |  |  |  |
| Blancs et nuls | Blancs et nuls                  | Blancs et nuls | 286    | 0,48   |  |  |  |
| Exprimés | Exprimés                        | Exprimés       | 59 859 | 99,52  |  |  |  |
| Source : France, Ministère de l'intérieur. Les Elections législatives . Métropole., la Documentation française, 1963 (lire en ligne) |                                 |                |        |        |  |  |  |

### Élections de 1962
| |                                                                         |        |        |  |  |
| Liste d'Union pour le Développement économique et Social de l'Archipel des Comores                                                   | 1.Said Ibrahim bin Said Ali sortant (UNR) 2.Ahmed Mohamed sortant (UNR) | 73 934 | 100,00 |  |  |
| |                                                                         |        |        |  |  |
| Inscrits | 82 504                                                                  | 100,00 | 2      |  |  |
| Abstentions | 8 514                                                                   | 10,32  |        |  |  |
| Votants | 73 990                                                                  | 89,68  |        |  |  |
| Blancs et nuls | 56                                                                      | 0,08   |        |  |  |
| Exprimés | 73 934                                                                  | 99,92  |        |  |  |
| Source : France, Ministère de l'intérieur. Les Elections législatives . Métropole., la Documentation française, 1963 (lire en ligne) |                                                                         |        |        |  |  |

### Élections de 1967
| |                                                             |        |        |  |  |
| Liste des candidats Ve République | 1.Said Ibrahim bin Said Ali (UD-Ve) 2.Ahmed Mohamed (UD-Ve) | 93 237 | 100,00 |  |  |
| |                                                             |        |        |  |  |
| Inscrits | 110 346                                                     | 100,00 | 2      |  |  |
| Abstentions | 16 931                                                      | 15,34  |        |  |  |
| Votants | 93 415                                                      | 84,66  |        |  |  |
| Blancs et nuls | 178                                                         | 0,19   |        |  |  |
| Exprimés | 93 237                                                      | 99,81  |        |  |  |
| Source : France, Ministère de l'intérieur. Les Elections législatives . Métropole., la Documentation française, 1967 (lire en ligne) |                                                             |        |        |  |  |

### Élections de 1968
| |                                                                         |        |       |  |  |
| Union pour la défense de la République                                                                                               | 1.Said Ibrahim bin Said Ali sortant (UDR) 2.Ahmed Mohamed sortant (UDR) | 55 605 | 77,12 |  |  |
| Sans étiquette | 1.Abdou Sidi benSaid Mohamed Elface (SE) 2.Said Ali Yussouf (SE)        | 16 493 | 22,88 |  |  |
| |                                                                         |        |       |  |  |
| Inscrits | 111 533                                                                 | 100,00 | 2     |  |  |
| Abstentions | 38 883                                                                  | 34,86  |       |  |  |
| Votants | 72 650                                                                  | 65,14  |       |  |  |
| Blancs et nuls | 552                                                                     | 0,76   |       |  |  |
| Exprimés | 72 098                                                                  | 99,24  |       |  |  |
| Source : France, Ministère de l'intérieur. Les Elections législatives . Métropole., la Documentation française, 1974 (lire en ligne) |                                                                         |        |       |  |  |

### Élections de 1970
| | Mohamed Dahalani élu | UDR            | 43 903  | 53,24  |  |  |  |
| | Ali M' Roudjae       | Sans étiquette | 38 560  | 46,76  |  |  |  |
| |                      |                |         |        |  |  |  |
| Inscrits | Inscrits             | Inscrits       | 123 390 | 100,00 |  |  |  |
| Abstentions | Abstentions          | Abstentions    | 40 300  | 32,66  |  |  |  |
| Votants | Votants              | Votants        | 83 090  | 67,34  |  |  |  |
| Blancs et nuls | Blancs et nuls       | Blancs et nuls | 627     | 0,75   |  |  |  |
| Exprimés | Exprimés             | Exprimés       | 82 463  | 99,25  |  |  |  |
| Source : France, Ministère de l'intérieur. Les Elections législatives . Métropole., la Documentation française, 1974 (lire en ligne) |                      |                |         |        |  |  |  |

### Élections de 1973
| |                                                                |         |        |  |  |
| Liste pour le Progrès Social et Economique de l'Archipel des Comores                                                                 | 1.Ahmed Mohamed sortant (UDR) 2.Mohamed Dahalani sortant (UDR) | 107 408 | 100,00 |  |  |
| |                                                                |         |        |  |  |
| Inscrits | 135 534                                                        | 100,00  | 2      |  |  |
| Abstentions | 27 744                                                         | 20,47   |        |  |  |
| Votants | 107 790                                                        | 79,53   |        |  |  |
| Blancs et nuls | 382                                                            | 0,35    |        |  |  |
| Exprimés | 107 408                                                        | 99,65   |        |  |  |
| Source : France, Ministère de l'intérieur. Les Elections législatives . Métropole., la Documentation française, 1974 (lire en ligne) |                                                                |         |        |  |  |